# Estruch
Estruch est une marque de guitare espagnole.
En 1880 l'espagnol Juan Estruch Rosell fabrique sa première guitare, son fils Juan Estruch Sastre continua, et créa son atelier à la fin de la guerre civile. Ensuite l'atelier fut repris par son fils Juan Estruch Pipo, qui n'eut pas de descendance.
Actuellement, L'atelier est à la veuve de Mr Estruch et de son chef d'atelier Rafael Montes Ramirez. L'atelier est le plus ancien de Catalogne et le second d'Espagne. Beaucoup de grands luthiers ont été formés dans cet atelier.
L'atelier fabrique des guitares classiques, "flamenco", électroacoustiques, ainsi que des lauds et bandurrias (instruments traditionnels). Il fabrique aussi sur commande.